# Eleocharis coronata
Eleocharis coronata är en halvgräsart som beskrevs av Ernst Gottlieb von Steudel. Eleocharis coronata ingår i släktet småsäv, och familjen halvgräs. Inga underarter finns listade i Catalogue of Life.